# Brīvības iela (Liepāja)
Pour les articles homonymes, voir Brīvības iela.
La rue Brīvības (letton : Brīvības iela) est une rue à Liepāja en Lettonie.

## Situation et accès
La Brīvības iela traverse les quartiers Jaunliepāja, Jaunas vutta et Zaļas birze. 
La rue commence à l'intersection avec Jauna ostmal, et se termine à la frontière de Liepāja en direction de Riga. La longueur de la rue est d'environ 6 430 mètres, ce qui en fait la deuxième plus longue rue de Liepāja. 
La rue fait partie de la route A9. Dans le tronçon allant de la rue Zemnieku à la rue  Jauna Ostmala, la circulation est à sens unique, mais dans le reste de la rue, la circulation est à double sens. 
Les lignes de bus 4 et 9 traversent la rue Brīvības, ainsi que la ligne de tramway 1.

## Historique
La rue s'appelait à l'origine rue Alexandre en l'honneur de l'empereur Alexandre Ier. 
La rue est bordée d'immeubles résidentiels, de bâtiments en maçonnerie d'avant-guerre et de bâtiments industriels. 
La patinoire du Centre olympique de Liepājas est située au 3-7 rue Brīvības, le centre olympique de Liepāja (lv) est situé au 38 rue Brīvības, l'entreprise métallurgique Liepājas Metalurgs (lv) était au 93 rue Brīvības et l'agence de Liepāja de la Direction de la sécurité routière est située au 148, rue Brīvības.

## Bâtiments remarquables et lieux de mémoire

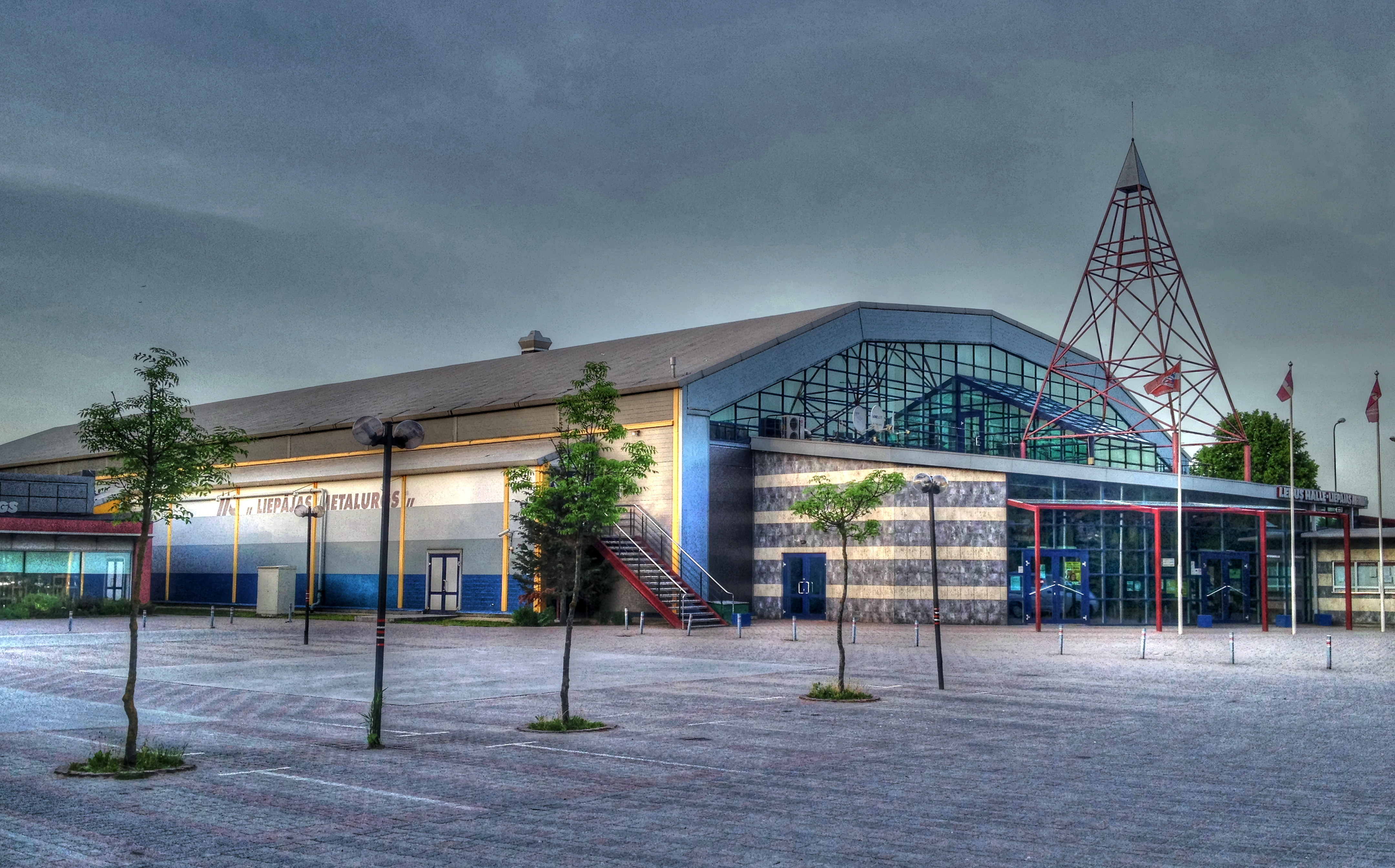
Patinoire du centre olympique.
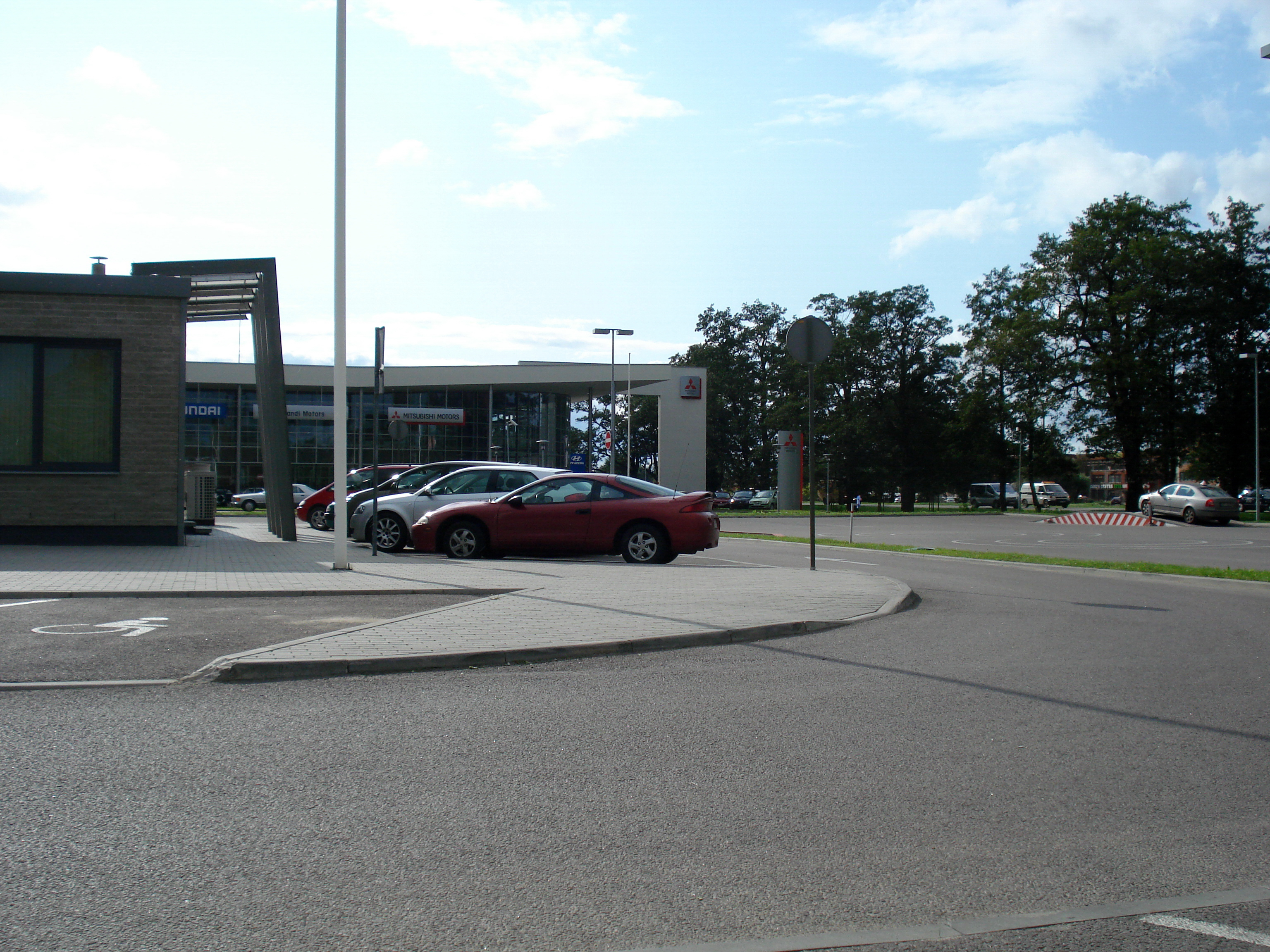
Direction de la sécurité routière.
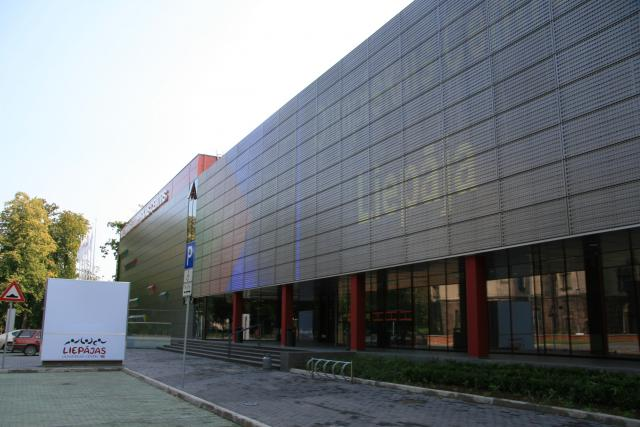
Centre olympique.